# Waldemar Fritsch (Tischtennisspieler)
Waldemar Fritsch (* 11. Januar 1923 in Bregenz; † 15. Mai 2008 in Bregenz) war ein österreichischer Tischtennisspieler. Er gehörte in den 1940er und 1950er Jahren zu den spielstärksten Spielern von Österreich.

## Werdegang
Waldemar Fritsch wuchs in Bregenz auf. Im 2. Weltkrieg geriet er in russische Gefangenschaft, aus der er 1948 heimkehrte. Danach studierte er Politik und erlangte 1960 den Titel Ph.D.
Fritsch erzielte Erfolge in nationalen Turnieren, etwa bei Vorarlberger und Tiroler Meisterschaften, und gewann die Internationale Meisterschaft von Belgien. Von 1950 bis 1952 führte er die österreichische Rangliste auf Platz 1 an. Bis 1951 spielte er beim Verein Turnerschaft Innsbruck, danach wechselte er Schwarz-Weiß Bregenz. Während seines Studiums in Innsbruck war er wieder beim dortigen Verein aktiv um 1960 wieder zu Schwarz-Weiß Bregenz zurückzukehren.
Für weltweites Aufsehen sorgte Fritsch bei der Weltmeisterschaft 1951 in Wien. Hier trat er mit einem Tischtennisschläger an, den er mit Schaumgummi (Schwamm) belegt hatte anstatt des üblichen Noppengummis. Mit diesem Schläger gewann er alle Spiele im Mannschaftswettbewerb, unter anderem gegen József Kóczián, Ferenc Sidó und Vilim Harangozo. Daraufhin wurde Fritsch in der ITTF-Weltrangliste auf Platz 9 geführt.
1987 beendete Fritsch seine aktive Laufbahn.
Fritsch war allerdings nicht, wie vielfach behauptet, der Erfinder des Schwammbelages. Vielmehr verwendete schon Ivor Montagu bei der WM 1926 einen ähnlichen Belag ("sponge-line bat").

## Weiteres
Neben Tischtennis betrieb Fritsch noch weitere Sportarten. So spielte er in den 1950er Jahren Fußball beim Verein Schwarz-Weiß Bregenz in der höchsten österreichischen Staatsliga.

## Turnierergebnisse
| Verband | Veranstaltung     | Jahr | Ort  | Land | Einzel    | Doppel    | Mixed     | Team |
| ------- | ----------------- | ---- | ---- | ---- | --------- | --------- | --------- | ---- |
| AUT     | Weltmeisterschaft | 1951 | Wien | AUT  | letzte 16 | letzte 32 | letzte 64 | 13   |